# Barrinha (kommun)
Barrinha är en kommun i Brasilien.   Den ligger i delstaten São Paulo, i den sydöstra delen av landet, 600 km söder om huvudstaden Brasília. Antalet invånare är 28 503.
Följande samhällen finns i Barrinha:
- Barrinha

Trakten runt Barrinha består till största delen av jordbruksmark. Runt Barrinha är det ganska tätbefolkat, med 179 invånare per kvadratkilometer.